# サリチルアニリド
サリチルアニリド（英：Salicylanilide）はサリチル酸とアニリンのアミドである。サリチルアミドとアニリドの両方に分類される。
サリチルアニリドの誘導体にはさまざまな薬理学的用途がある。ニクロサミド、オキシクロザニド、ラフォキサニドなどの塩素化誘導体は、駆虫薬、特に吸虫に対して使用される。ジブロムサラン、メタブロムサラン、トリブロムサランなどの臭素化誘導体は、抗菌・抗真菌活性を持つ消毒薬として使用される。

Bromochlorosalicylanilide
ニクロサミド
オキシクロザニド
ラフォキサニド

## 使用
サリチルアニリドは殺菌剤として使用できるかもしれない。